# Illimani
Illimani er det højeste bjerg i bjergkæden Cordillera Real (en del af Cordillera Oriental, der indgår i Andes) beliggende i det vestlige Bolivia. Navnet betyder Gyldne Ørn på aymara. Bjerget ligger lidt syd for byen La Paz på den østlige kant af Altiplano i departementet La Paz. Det er det næsthøjeste bjerg i Bolivia, efter Nevado Sajama. Snegrænsen ligger omkring 4.570 meter og gletsjerne ligger på bjergets nordlige side i 4.983 meter. Bjerget har fire tinder hver over 6.000 meter; den højeste, Navado Illimani (også kaldet "Pico Sur") er den sydligste og et yndet mål for bjergbestigere.
Geologisk består Illimani hovedsagelig af granodiorit, der under kænozoikum blev optaget i klipper af sediment, hvilket udgør hovedparten af materialet i Cordillera Real.
Illimani er tydelig at se fra La Paz, og bjerget er et af byens vartegn.
Den chilenske musikgruppe Inti-Illimani har taget navn efter bjerget.

## Bjergbestigning
Første kendte forsøg på at bestige Illimani fandt sted i 1877, da den franske opdagelsesrejsende Charles Wiener sammen med J. de Grumkow og J. C. Ocampo forgæves forsøgte at nå toppen. De nåede dog at bestige den sydøstlige tinde den 19. maj 1877. Wiener navngav tinden "Pic de Paris" og plantede et fransk flag på stedet.
I 1898 forsøgte den britiske bjergbestiger William Martin Conway at nå toppen sammen med to schweiziske guider, A. Maquignaz og L. Pellissier fra sydøst. Conway og schweizerne nåede som de første toppen. På vejen derop fandt de i over 6.000 meters højde et stykke reb fremstillet af aymaraer, så det kan ikke udelukkes, at bjerget er blevet besteget tidligere.
Den nuværende standardrute til bjergets top er over den vestlige bjergkam mod tinden. Denne rute blev først benyttet i 1940 af tyskerne R. Boetcher, F. Fritz og W. Kühn. Ruten er klassificeret som PD+/AD-. Denne rute tager normalt fire dage, hvor toppen nås om morgenen på den tredje dag.

## Ulykker
Den 1. januar 1985 ramte Eastern Air Lines Flight 980 Illimani i forbindelse med nedstigning til landing i El Alto International Airport ved La Paz. Flyet, en Boeing 727-225 ændrede af ukendte årsager kurs under nedstigningen og ramte bjerget i ca. 6.000 meters højde. Det er den til dato højest stedfundne kollision mellem et fly og jorden. Alle 19 passagerer og 10 besætningsmedlemmer omkom. Grundet den ekstreme højde blev de sorte bokse aldrig fundet, ligesom ligene efter de omkomne ej heller er fundet. Der blev fundet vragdele spredt over et større område på bjerget. I forbindelse med afsmeltning af isen dukker fra tid til anden vragdele fra flyet op.

## Eksterne links
- Wikimedia Commons har flere filer relateret til Illimani
- Beskrivelse af bjerget og bjergbestigning på summitpost.org
- Illimani på Peakware Arkiveret 24. april 2013 hos  Wayback Machine